# 立会川
立会川（たちあいがわ）は、東京都目黒区および品川区を流れ東京湾に注ぐ二級河川。全長7.4 km。
昭和20年代までは魚やザリガニが棲むきれいな小川であり、子供たちの絶好の遊び場であったが、1961年（昭和36年）10月の東京都市計画河川下水道調査特別委員会 委員長報告（いわゆる「36答申」）を踏まえて、下水道幹線として利用することが決定。
月見橋までの下水道利用部分（立会川幹線）は暗渠とされ、上部は道路（立会道路）や、緑の豊富な遊歩道、公園などとして利用、平常時、本来の流水と流域の生活雑排水は暗渠部終端の月見橋付近から勝島ポンプ場を経てすべて森ケ崎水再生センターへ流されている。
月見橋より下流の開渠部については、通常時、東日本旅客鉄道（JR東日本）総武快速線の総武トンネルからの塩分を含んだ湧水が流され、感潮部は勝島運河からの汽水が遡上している。ただし、荒天時、森ケ崎水再処理センターへ流しきれない汚水（月見橋に設置された越流堰を越える分量の汚水）は構造上、未処理のまま開渠部～勝島運河へと越流するため、開渠部および勝島運河の水質汚濁の原因となっている。

## 地理
東京都目黒区にある碑文谷池と清水池に源を発し、南東方向へ流れる。品川区の西小山駅、荏原町駅、西大井駅、大井町駅、立会川駅付近を通り東京湾の勝島運河に注ぐ。
昭和後期に非感潮部のほぼすべてを下水道立会川幹線として転用、開渠部では平常時には自然河川水がほぼ見られない状態となったことに加え、荒天時には汚水がそのまま流下することから、1996年度には開渠部の生物化学的酸素要求量（BOD）が都内の中小河川で最悪となっていた。
しかし2002年7月7日から、東日本旅客鉄道（JR東日本）が総武快速線馬喰町駅 - 東京駅間の総武トンネル内に湧き出る地下水の下水費用対策と立会川の水量増加・水質改善策を兼ね、トンネルより12kmの配水管を敷設して立会川への送水を開始、水質が大幅に改善した。2003年には海で孵化したボラの稚魚が大群で現れて話題となった。その他、開渠部に曝気施設や高濃度酸素溶解施設を設置するなどの試みが行われている。
なお現在、越流に対する抜本的な対策として、月見橋より勝島ポンプ場まで下水道第二立会川幹線の新設工事が推進されており、工事開通後は１時間あたり50mmの降水まで対応が可能となり、越流量の大幅な減少が見込まれている（浜川ポンプ場は廃止され、排水機場に用地が転用される予定。勝島ポンプ場での越流は京浜運河の汽水で希釈の上、京浜運河へ吐出される）。
河口で接続している勝島運河は、東京港として高潮対策整備の防潮堤が整備され、高潮時の安全対策が行われているが、立会川の開渠部はこれまで用地の余裕がないことなどから護岸は完全には整備されておらず、老朽化している部分もある。このため、万一高潮・津波が発生した場合は開渠部から海水（汽水）が後背地域に越流する懸念があり、護岸の嵩上げ整備、河口部への樋門・排水機場設置等の対応が検討されている。

## 名称の由来
以下のように複数の説があるが、定説となるものはない。
- その昔、川を挟んで小競り合いがあったことから「太刀会川」とした。
- 鈴ヶ森刑場へ送られる罪人を、その親族や関係者が最後に見送る（立ち会う）場所であることから「立会川」となった。
- 中延の滝間（たきあい）という地を流れていたので滝間川（たきあいがわ）と呼ばれ、それが現在の立会川に変わった。

## 橋梁
- 月見橋 - 本橋梁より上流は暗渠となる。
- 桜橋
- 昭和橋
- 立会川橋 - 国道15号（第一京浜）
- 立会川鉄橋 - 愛称「ボラちゃん橋」。京急本線直下。元は高架化前の同線の橋梁。
- 弁天橋
- 浜川橋
- 医専橋 - 昭和医科大学旗の台キャンパス付近の橋